# Wintergatan
Wintergatan es una banda sueca de folktrónica y minimal formada en Gotemburgo, Suecia. Algunos de sus miembros como Martin Molin y Marcus Sjöberg fueron anteriormente parte de la banda Detektivbyrån.
La banda utiliza una variedad de instrumentos poco habituales que incluyen el Theremin, una máquina de escribir para la percusión, un sintetizador modular construido por Martin para producir un sonido semejante al de un violín llamado "Modulin", y una caja de música que funciona con tarjetas perforadas, esta última también construida por ellos mismos.
La banda lanzó su primer single a finales del 2012, titulado Sommarfågel que se traduce literalmente como "pájaro de verano", y lanzó su álbum debut Wintergatan en 2013.
Todos los miembros de la banda tocan varios instrumentos, pero cada uno tiene una especialización en particular. Martin Molin se especializa en el vibráfono, Evelina Hägglund se especializa en instrumentos de teclado, David Zandén en el bajo, y Marcus Sjöberg en batería.

## Marble Machine
Entre diciembre de 2014 y marzo de 2016, la banda subió varios vídeos a YouTube que presentan a Martin Molin documentando la construcción de una caja de música que usa bolas pequeñas de acero para producir música. La máquina es propulsada a mano, y trabaja elevando las canicas de acero hasta un alimentador con múltiples tubos, donde son entonces liberadas a través de puertas programables, cayendo y golpeando un instrumento que se encuentra en la parte inferior.
Todos los instrumentos se tocan por percusión e incluyen un vibráfono, un bajo eléctrico, un platillo, y, emulados, un bombo, un Hi hat y un redoblante que suenan usando micrófonos de contacto.
La partitura musical está almacenada en dos ruedas programables que utilizan vigas y espárragos de LEGO para provocar que armaduras liberen las bolitas. 
El vídeo musical final que muestra la máquina funcionando, fue publicado el 1 de marzo de 2016. Y el contador de visualizaciones supera ya las 200 millones de vistas en YouTube.

## Marble Machine X
Diez meses después del debut de la Marble Machine original, esta fue desmontada, y la banda anunció sus planes para hacer una nueva "Marble Machine" con el propósito de producir un álbum doble y una gira mundial. Esta nueva versión solucionaría una multitud de problemas que experimentaron con la Marble Machine original y se llamará Marble Machine X.
Martin, el constructor de la máquina original, está colaborando con Karin y Olof Eneroth, así como con seguidores, para el diseño de la Marble Machine X, y ha transportado la original Marble Machine al Museum Speelklok en Utrecht, Países Bajos.
Actualmente Martin Molin, el desarrollador de ambas máquinas se encuentra en Francia produciendo una serie de vídeos con el desarrollo de la MMX.

## Discografía

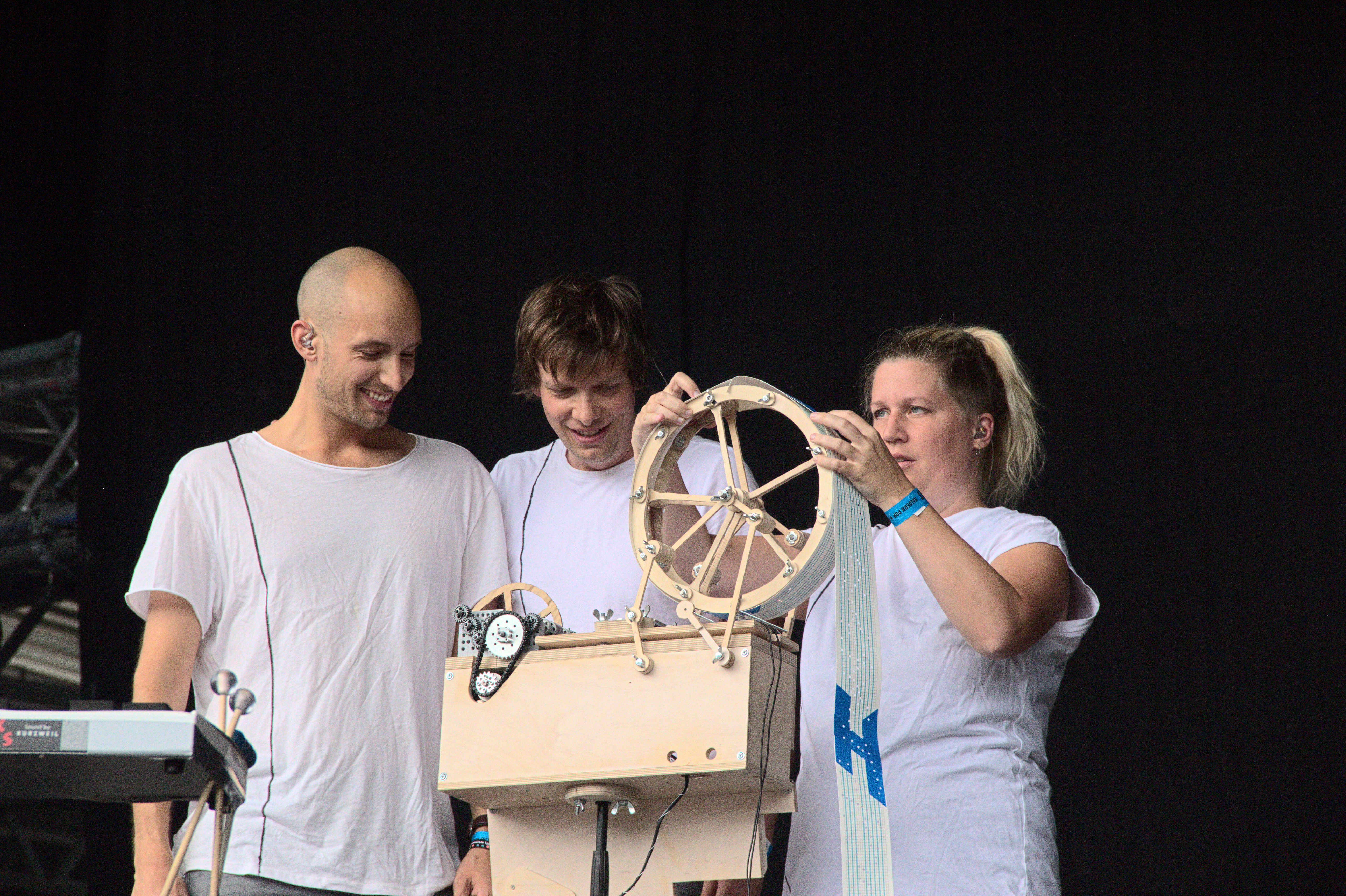
Wintergatan en el Haldern Pop Festival 2016.

### Álbumes
- Wintergatan (2013) (con el sencillo Sommarfågel y Starmachine2000)

### Singles
- Emerson (2011)
- Sommarfågel (2013)
- Starmachine2000 (2013)
- Tornado (2013)
- The Rocket (2013)
- Valentine (2013)
- Biking Is Better (2013)
- Slottskogen Disc Golf Club (2013)
- Västanberg (2013)
- All Was Well (2013)
- Paradis (2013)
- Visa från Utanmyra (2014)
- Marble Machine (2016)
- Dr. Wilys Castle (2017)